# San Antonio (kommun i Chile)
San Antonio är en kommun i Chile.   Den ligger i provinsen San Antonio Province och regionen Región de Valparaíso, i den södra delen av landet, 90 km väster om huvudstaden Santiago de Chile.
Trakten runt San Antonio består i huvudsak av gräsmarker. Runt San Antonio är det ganska tätbefolkat, med 155 invånare per kvadratkilometer.